# Baron O’Neill
Baronowie O'Neill 1. kreacji (parostwo Zjednoczonego Królestwa)
- 1868–1883: William O'Neill, 1. baron O'Neill
- 1883–1928: Edward O'Neill, 2. baron O'Neill
- 1928–1944: Shane Edward Robert O'Neill, 3. baron O'Neill
- 1944 -: Raymond Arthur Clanaboy O'Neill, 4. baron O'Neill

Następca 4. barona O'Neill: Shane Sebastian Clanaboy O'Neill